# Grupo 1 (FIA)

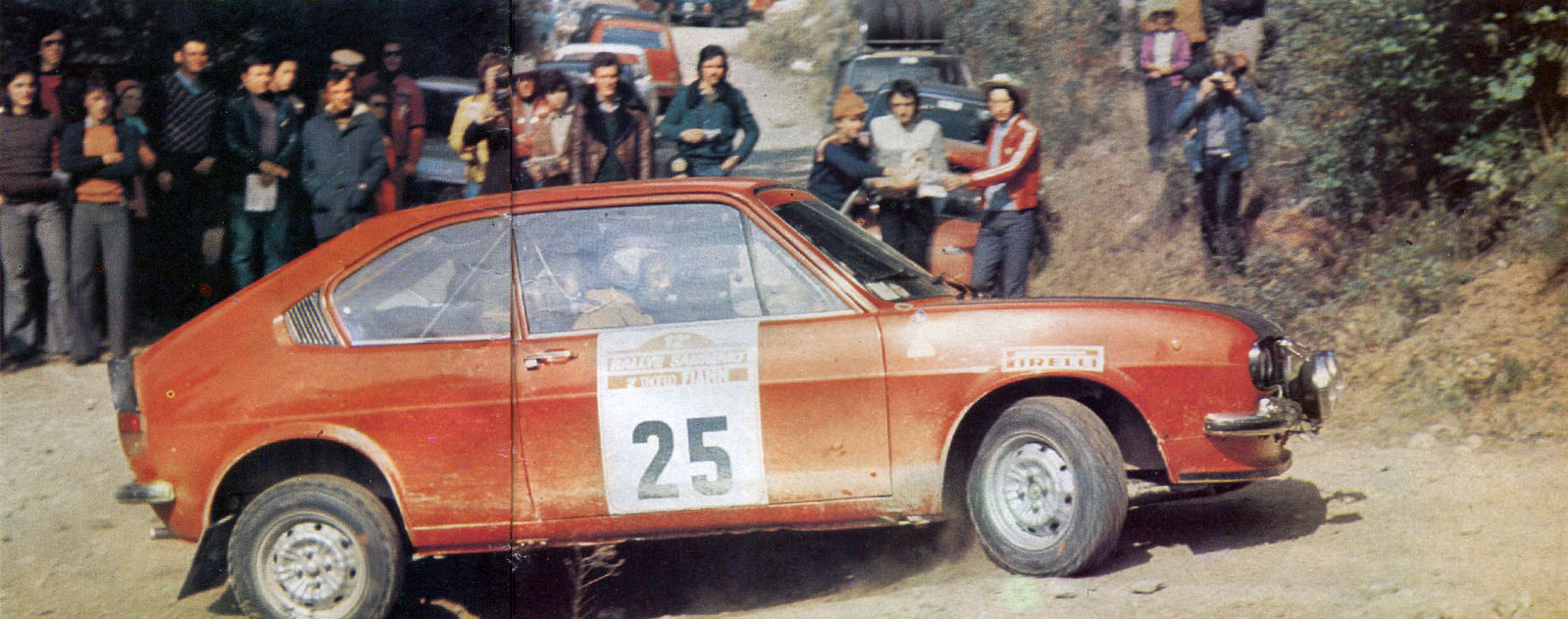
Piloto de rali italiano Federico "Bancor" Ormezzano e seu co-piloto Enrico Cartotto em um Alfa Romeo Alfasud TI

Grupo 1 é uma designação atribuída pela Federação Internacional do Automóvel (FIA) no seu International Sporting Code (ISC), que denota os automóveis de turismo produzidos em série com no mínimo 5.000 unidades produzidas em 12 meses consecutivos.
O Grupo 1 foi substituído pelo Grupo N na década de 1980.[carece de fontes?]

## Ligações Externas
- FIA - ISC - 2014 (em inglês)